# Fiesso Umbertiano
Fiesso Umbertiano (Fieso in veneto, Fiess in dialetto ferrarese) è un comune italiano di 3 900 abitanti della provincia di Rovigo in Veneto, situato a circa 25 chilometri a sud-ovest dal capoluogo e a 18 chilometri da Ferrara, alla quale è stato legato per buona parte della sua storia.

## Geografia fisica
Confina a nord con Pincara e Castelguglielmo, a sud con Occhiobello, ad ovest con Stienta e ad est con Canaro e Frassinelle Polesine.

## Origini del nome
Il nome deriva dall'aggettivo latino flexus, indicante l'ansa di un fiume. Il territorio comunale era infatti lambito, in epoca romana, dal passaggio di vari corsi d'acqua secondari del Po: la Pestrina, una delle Fossae Philistinae che nasceva un tempo ad Ostiglia (IX- X secolo a.C.) e costeggiava il corso dell'attuale Canalbianco, lambiva San Donato; la Barzaga passava per l'attuale centro e qui produceva una curva significativa. Il territorio era poi interessato dalla confluenza di due importanti strade romane, la Via Emilia Altinate che collegava Bologna con la Bassa Padovana e la strada che univa Adria con l'Alto Polesine, arterie poi utilizzate in epoca medievale come vie di pellegrinaggio (da qui l'origine della frazione Ospitaletto). L'appellativo Umbertiano venne aggiunto con delibera unanime del consiglio comunale del 30 marzo 1867 per onorare l'allora principe Umberto di Savoia, distintosi al comando del 49º reggimento di fanteria nel Quadrilatero fortificato di Villafranca.

## Storia
Il primo nucleo abitato del paese fu la località di San Donato di Pedrurio, sede di un'antica pieve citata per la prima volta nel 932. Elargito nel 1109 dalla contessa Matilde di Canossa al vescovo di Ferrara assieme ad altre proprietà vicine, tra cui Fiesso, San Donato conobbe le drammatiche vicende della lotta tra le famiglie dei Salinguerra Torelli (ghibellini) e degli Adelardi (guelfi) e fu sede di una fortezza non più esistente. In seguito a frequenti alluvioni di Po e Adige, il sito con un modesto oratorio seicentesco, fu abbandonato e acquistò sempre più importanza la zona della Valmana sullo scolo Tessarolo, bonificata alla metà del XIII secolo. Questa divenne sede di una nuova chiesa, intitolata a San Silvestro, demolita nel 1825.  Il 7 agosto 1484, in seguito alla pace di Bagnolo di Po e alla fine della guerra di Ferrara (o guerra del sale) tra Signoria di Ferrara e Repubblica di Venezia, il paese venne diviso e il confine fu posto dai vincitori veneziani sullo scolo Poazzo, mentre Ferrara conservò il controllo di San Donato, dell'Argine del Sabato e di parte della frazione Ospitaletto. Il territorio dal punto di vista ecclesiastico rimase sotto la diocesi di Ferrara ed entrò in quella di Adria solo nel 1818.
Il Cinquecento e il Seicento furono segnati dalle imponenti opere di bonifica e di riassetto idraulico del territorio operate dalla Serenissima e dai Bentivoglio nel territorio ancora in mano ferrarese. Dell'enorme estensione di paludi presenti sul territorio fino ad allora rimane testimonianza nelle Gorghe di via Traversagno, luogo ideale per la sosta e la nidificazione di numerose specie di uccelli selvatici.
La chiesa e l'abitato di Tessarolo scomparvero alla fine del XVI secolo, determinando uno spostamento della popolazione nella parte alta di Fiesso dove fu riedificato un nuovo luogo di culto. Alla caduta della Repubblica di Venezia nel 1797 Fiesso entrò nei domini di Ferrara, divenendo sede di Cantone, tra il 1805 e il 1813. Nel 1813 entrò a far parte del Regno Lombardo-Veneto divenendo territorio controllato dall'Austria. Il centro si distinse nella lotta contro gli occupanti per l'indipendenza nazionale, testimoniata dalle figure del carbonaro Luigi Antonio Viviani e del patriota Luigi Fernaroli (fucilato nel 1849 a Piove di Sacco). L'8 luglio 1866 Fiesso entrò a far parte, con tutto il Polesine, del Regno d'Italia.
Il 14 novembre 1951 durante l’Alluvione del Polesine, un camion di sfollati si rovesciò a Frassinelle Polesine e fu travolto dalle acque, arrivando fino a Fiesso Umbertiano, che fu il paese che, casualmente, “pagò” il prezzo più alto, e pianse così 84 vittime, dei 101 morti ufficialmente registrati durante l’alluvione.

## Monumenti e luoghi d'interesse

### Architetture religiose

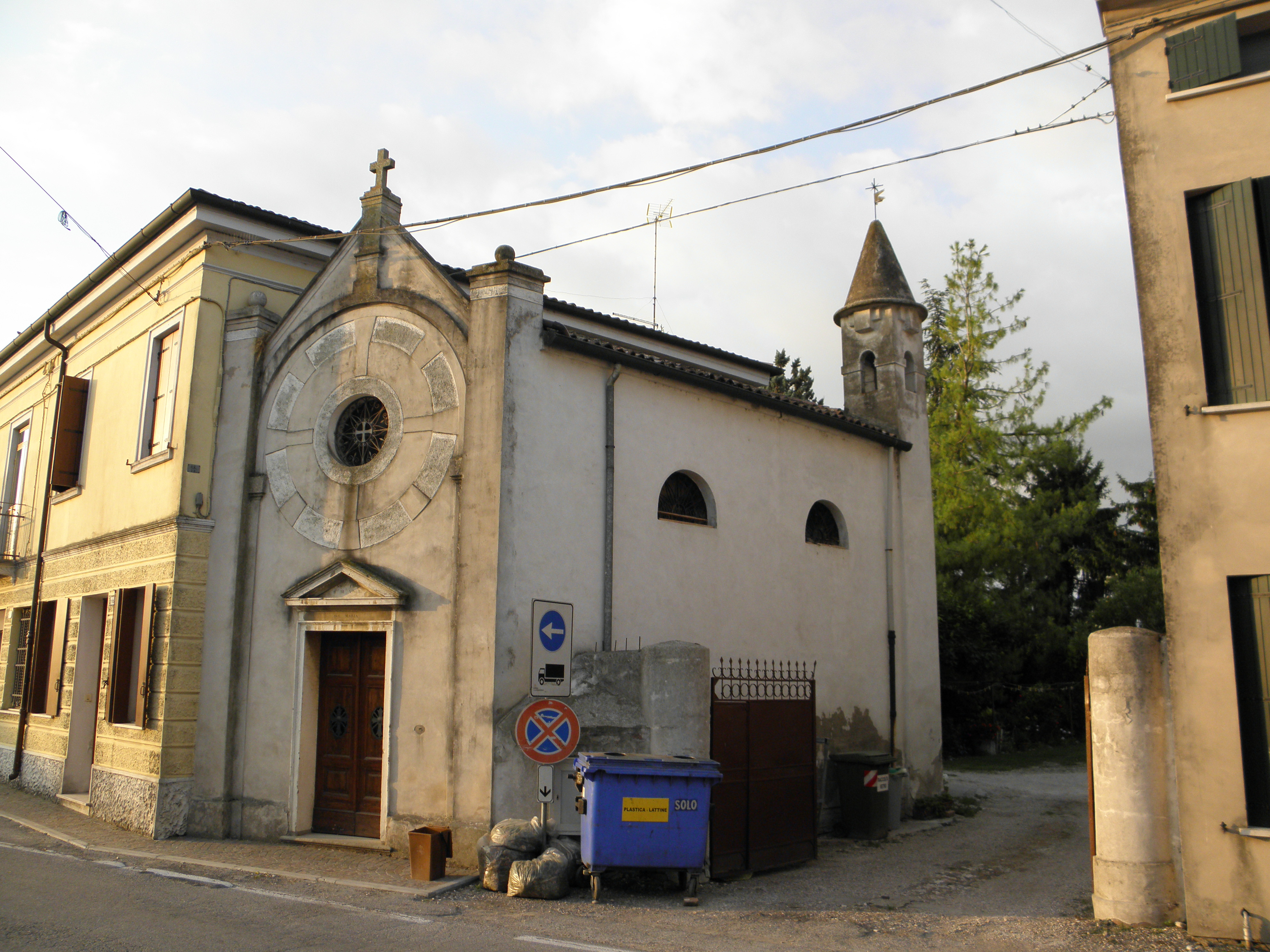
Il piccolo oratorio della Beata Vergine del Rosario, sito in prossimità della parrocchiale.

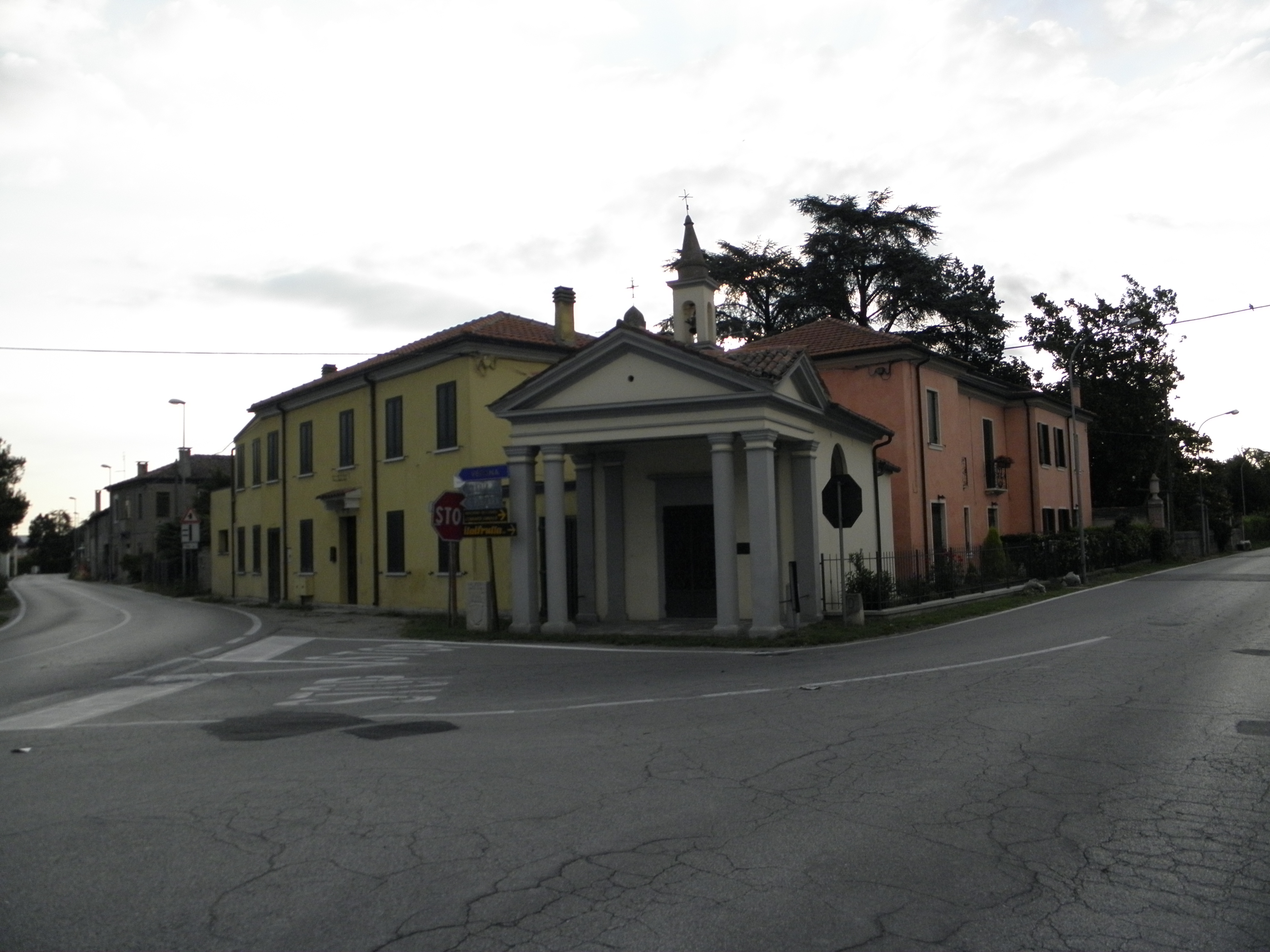
L'oratorio della Beata Vergine del Rosario, sito in località Busa, impreziosito dal piccolo colonnato.

- Chiesa della Natività della Beata Vergine Maria. Dedicata alla Natività della Beata Vergine Maria e a San Carlo Borromeo. Il nucleo originario della chiesa risale al secondo decennio del XVII secolo (1609-1622) per volontà del parroco, il milanese don Bernardino Micario. La costruzione venne consacrata con dedica alla Natività di Maria l'8 settembre 1622 dal vescovo di Termoli Camillo Mauro, primicerio del vescovo di Ferrara Leni. Il tempio fu radicalmente modificato tra il 1689 e il 1691 per volontà del parroco don Antonio Sivieri, come ricorda la lapide murata sopra il portale d'accesso. Furono allora aggiunte le due navate laterali, edificati il presbiterio e il coro ad occidente e la facciata ad oriente. La costruzione, dedicata alla Natività di Maria nel 1825 e riconsacrata nel 1888, presenta il classico stile basilicale, caratterizzato da un'architettura molto semplice.
- Oratorio della Visitazione di Maria Santissima, in località Rezzo: edificato dalla nobile famiglia estense dei Tassoni attorno al 1580, conserva alcune opere d'arte interessanti del primo ‘600, tra cui un quadro raffigurante la Visitazione della Vergine a S. Elisabetta. È detto "oratorio della Manà", con riferimento dialettale ai "mannelli" del grano. Festa il 31 maggio.
- Oratorio della Beata Vergine della Salute in località Capitello: eretto nel 1621 dopo la peste per ringraziare la Madonna dello scampato pericolo, venne riedificato nel 1884 dal cavalier Giovanni Bononi. Viene restaurato dal 2000 e successivamente abbellito dall'artista locale Mario Davì. Vi si festeggia solennemente la patrona il 21 novembre, con messa, processione e sagra popolare.
- Oratorio della Beata Vergine delle Grazie, in via Cesare Battisti, eretto tra il 1924 e il 1927 come ex voto per la conclusione del primo conflitto mondiale.
- Oratorio della Beata Vergine del Soccorso, in via Chiavichetta: di origine ottocentesca, fu bombardato durante la seconda guerra mondiale e ricostruito fedele all'originale nel 1947.
- Oratorio della Beata Vergine del Rosario, in località “Busa”: eretto nel 1896 con le offerte dei fedeli, probabilmente su precedente tempietto, presenta una pala d'altare raffigurante La Madonna col Bambino di buona fattura, recentemente restaurata. Venne consacrato nel 1906.
- Oratorio della Beata Vergine del Buon Consiglio, in via Trieste: costruito alla fine dell'800 dopo un'apparizione della Madonna sulla vicina “Stradazza”, è proprietà della famiglia Ferrari.
- Oratorio dello Sposalizio della Beata Vergine Mari', poi Beata Vergine del Rosario: eretto nel 1929 su precedente tempietto del 1837, è oratorio privato della famiglia Migliorini, annesso al palazzo di famiglia già dei veneziani Zorzi.
- Oratorio della Beata Vergine Immacolata, in via Chiavichetta: eretto tra il 1929 e il 1931 annesso alla Scuola Materna Parrocchiale: vi è conservata la settecentesca pala di San Domenico già nell'oratorio di villa Morosini. È opera del prof. Don Angelo Raule, le decorazioni interne sono del pittore Luigi Desiderio e del prof. Angelo Soranzo.
- San Donato di Pedrurio, in località San Donato, eretto ai primi del ‘600 sui resti della pieve medievale, dall'Ottocento intitolato alla Madonna della Salute. Da notare all'interno, i settecenteschi affreschi dell'abside, e il monumentale cippo funerario romano, risalente al II secolo, che ricorda la gens Vibia.

### Architetture civili
Villa Colognesi (1780)
Costruito per volontà della famiglia Colognesi, come risulta da un atto notarile, è opera di architetto a noi ignoto. Il complesso, di gusto tardo barocco, racchiuso da mura, comprende cinque ettari di terreno agricolo, un palazzo padronale dotato di 26 stanze e una serie di vari rustici (stalle, autostazione e lavanderia private) oltre ad un imponente granaio con struttura a capriate per sorreggere il tetto, di misura 85 metri per 10. La facciata dell'edificio, dall'andamento orizzontale, presenta una chiara impostazione tardo settecentesca, visibile in particolare nei caratteristici elementi decorativi del frontone ricurvo sormontato da tre pinnacoli. Il prospetto della costruzione, inquadrato da esili paraste in stile corinzio e incorniciato da due camini d'epoca, è sicuramente gradevole dal punto di vista architettonico, anche se, nel restauro subito intorno alla metà del XIX secolo, è stato in parte rimaneggiato. L'interno della costruzione, presenta alcune stanze decorate con stucchi risalenti alla seconda metà del XIX secolo. Il salone d'ingresso, arredato con mobilio d'epoca, conserva numerose opere dello scultore locale Gino Colognesi (1899- 1972), che operò in Francia e Brasile, autore fra l'altro del monumento ai caduti di Fiesso (1924) e del crocifisso bronzeo conservato sull'altare maggiore della chiesa parrocchiale. La villa, dopo essere stata della famiglia Colognesi per lunghi decenni, passò quindi ai Tosetti, poi ai Bononi, ai Marzanatti per poi tornare all'inizio del ‘900 alla famiglia di origine. Dal 1995 parte della villa è sede della Comunità di vita e lavoro Emmaus, grazie al lascito testamentario dell'ultimo proprietario, Antonio Mario Colognesi.
Villa Migliorini

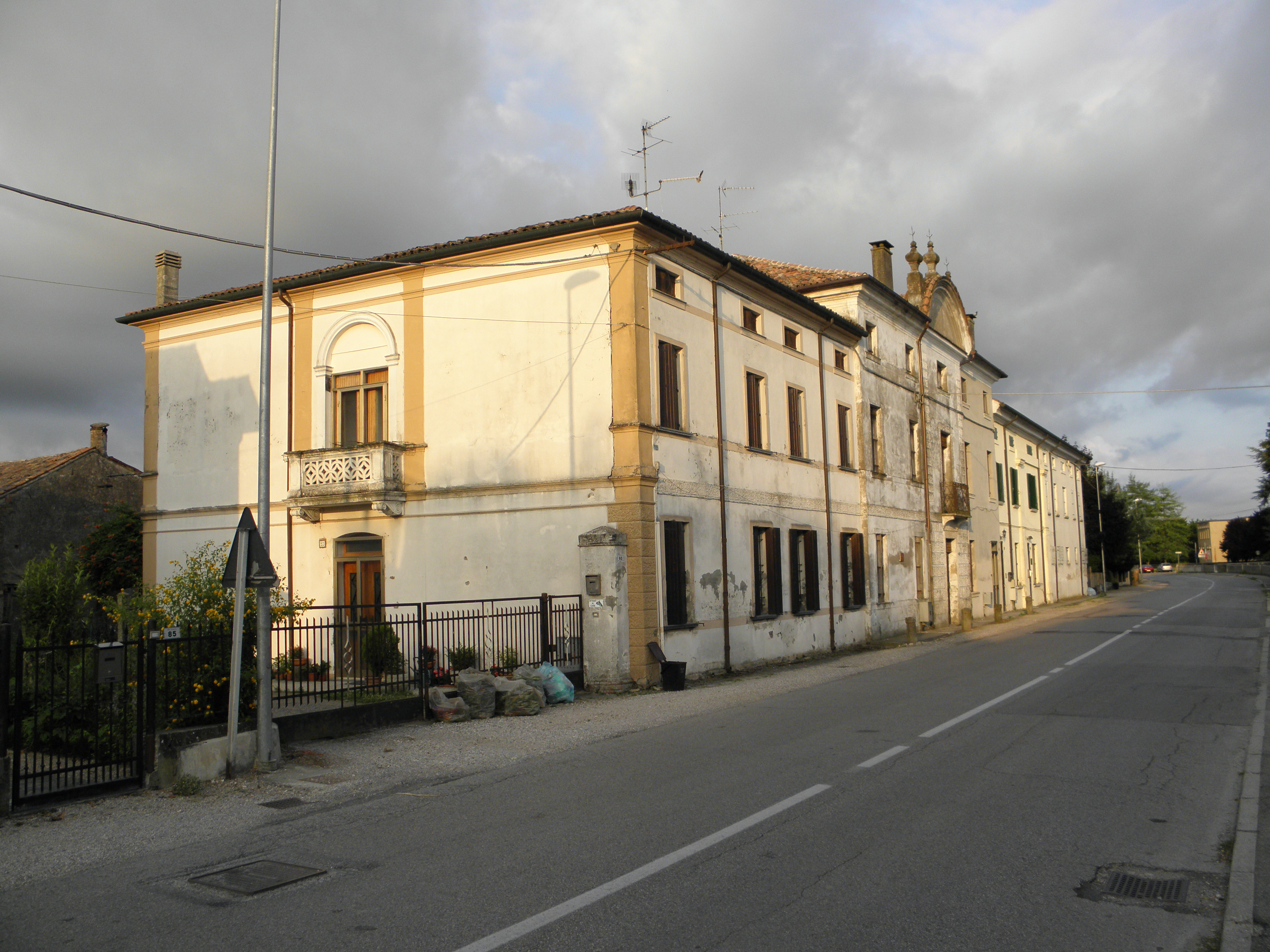
Villa Migliorini.

Situata in via Trieste, risale attorno al 1790, opera di architetto a noi ignoto, fu voluta dai Migliorini, una tra le più facoltose e liberali famiglie borghesi del paese. Costituito da un corpo centrale e da due ali laterali leggermente più basse il complesso, che non presenta elementi architettonici di particolare rilievo, fu adibito, durante la dominazione austriaca (1813-1866), a caserma della Gendarmeria Imperiale.
Villa Morosini Vendramin Calergi (Municipio)

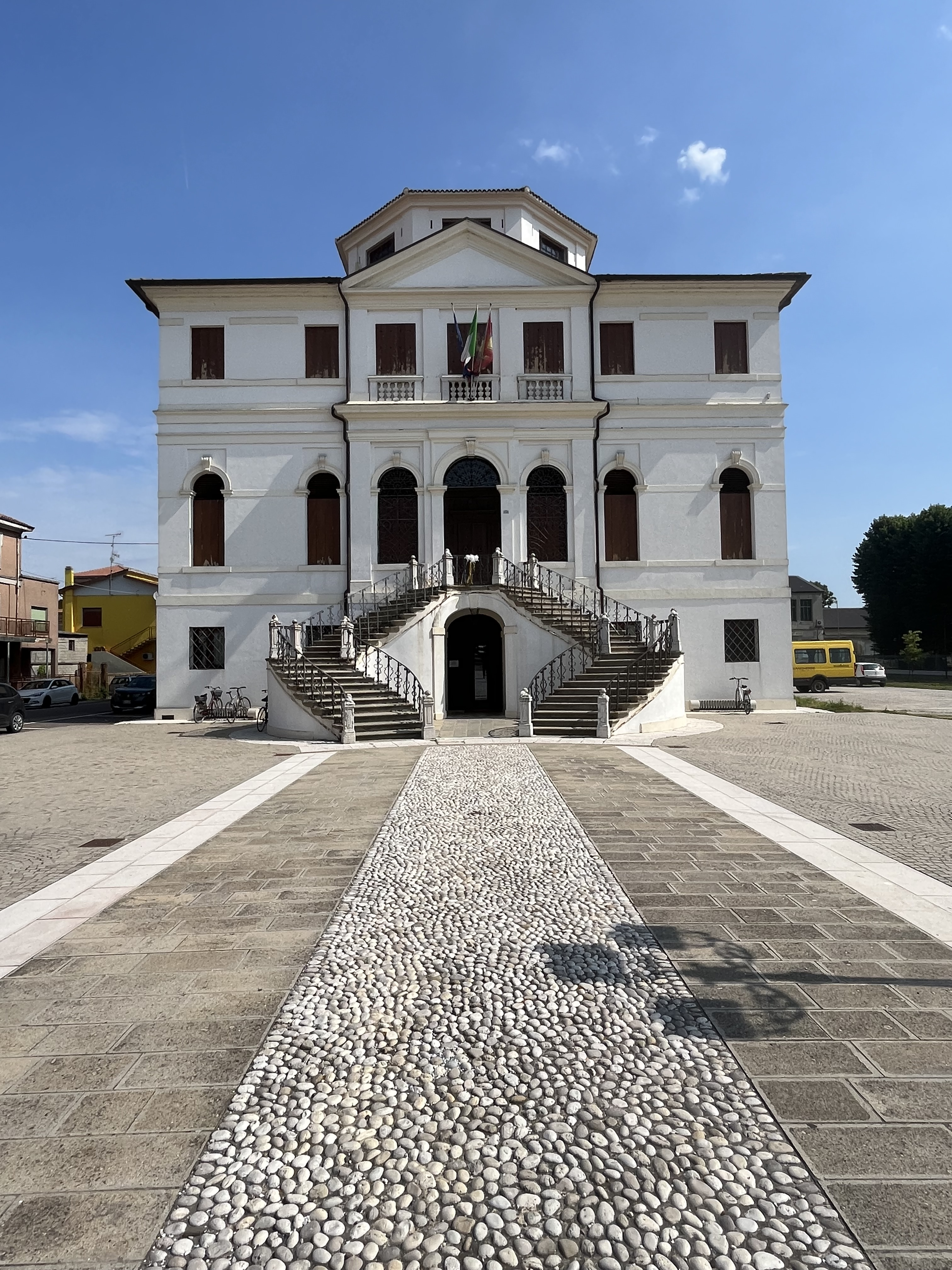
Villa Morosini Vendramin Calergi, sede municipale.

Costruita nel 1706 su decisione di Giovanni Francesco Morosini della Sbarra (1658-1739), già ambasciatore della Serenissima Repubblica presso la Santa Sede a Roma e a Vienna e Riformatore dello Studio patavino, in occasione dell'ingrandimento della propria tenuta e del patrimonio familiare. Il progetto fu affidato all'architetto veneziano Andrea Tirali (Venezia 1667-Monselice 1737), che iniziò i lavori nell'anno 1706. Nel 1757 il matrimonio tra Bianca Morosini, nipote del fondatore, e il conte Francesco Vendramin Calergi fece acquisire la costruzione, ampliata nel 1768, a quest'ultima famiglia, che ne rimarrà proprietaria sino al 1895. Divenuta di proprietà del comune di Noventa Padovana, la costruzione, abbandonata e in rovina, fu venduta all'asta ai fratelli Emidio e Valentino Pavanelli di Fiesso il 31 maggio 1917. Adibita dai proprietari a granaio e all'allevamento del baco da seta, fu dichiarata edificio di interesse storico ed artistico dal Ministero della pubblica istruzione nel 1923. Acquistata dal comune di Fiesso, amministrato dal podestà Paolo Tosetti, per farne la sede municipale il 25 gennaio 1933, la costruzione fu adibita agli usi più svariati ed impropri fino al 1961, anno in cui iniziarono i lavori di restauro che si conclusero con il trasferimento del municipio dalla vecchia sede di via Verdi (palazzo Delaiti) il 6 ottobre 1966. La costruzione era originariamente la parte centrale di un complesso monumentale circondato da un ampio giardino e chiuso da un muro di cinta lungo 972 metri rinforzato da archi e pilastri sormontati da 14 statue allegoriche in pietra vicentina di Costozza. L'unica parte del muro ancora visibile è sui lati sud e est del campo sportivo comunale “B.Bezzi”. Ai lati si potevano inoltre ammirare due rustici simmetrici, equidistanti dalla villa, disposti su due piani e sette arcate, uno adibito a casa colonica per i servi, l'altro a scuderia, granaio, stalla e oratorio, dedicato a San Domenico, eretto tra il 1736 e il 1739. Parte di uno dei due rustici si incendiò nel 1919, il resto (compreso il muro di cinta) venne demolito tra il 1926 e il 1933, quando furono aperte le vie Matteotti (già “del Littorio”) e Martiri della Libertà (già “delle colonie” e “XXVIII Ottobre”) ed edificate le vicine Casa del Fascio, le Scuole Elementari e le Colonie elioterapiche. La costruzione, resa originale dalla mancanza di pronao, ha la forma di cubo sormontato da un alto lucernario ottagonale. Disposta su tre piani, ha quattro facciate identiche che possono essere guardate indifferentemente da ogni lato. Ogni facciata ha un avancorpo a tre finestre e termina con un timpano, sovrastato dal tiburio centrale ottagonale che chiude tutto l'edificio. Le tre aperture centrali del piano nobile cui corrispondono tre finestre balaustrate al piano superiore dimostrano la lezione longheniana. Una scala a doppia rampa curva a forcipe, scenografica e funzionale allo stesso tempo, porta al piano nobile, situato su un alto zoccolo. La villa, dotata di 37 vani, è una delle poche del Veneto a pianta centrale e a croce greca. Nel salone ottagonale centrale, quattro affreschi monocromi illustrati da eleganti cartigli sottostanti, risalenti attorno al 1727, adornano le pareti, opera del pittore polesano Mattia Bortoloni (1696-1750). Raffigurano “Episodi della vita di Alessandro Magno”. Sopra la balconata pensile in ferro battuto che gira tutt'intorno, altre decorazioni, raffiguranti vedute prospettiche di città ingentilite da statue, sono attribuite al pittore- architetto Antonio Visentini (1688-1782). Al piano terra interessante la sala dedicata al pittore e scultore locale Gino Colognesi (1899-1972), contenente le numerose opere donate nel tempo dall'artista al Comune di Fiesso e qui raccolte nel 1999 dal cav. Carlo Mario Prando di Pincara. Dello stesso Colognesi è visibile infine, attiguo a quest'ultima sala, il Sacrario ai Caduti di tutte le guerre, completato nel 1967.

### Altri monumenti
- Monumento ai Caduti, opera dello scultore locale Gino Colognesi.

### Aree naturali
- Le Gorghe, zona umida situata a circa 500 metri a nord dell'abitato di Ospitaletto in direzione di Pincara.

L'origine storica del sito non è chiara: la sua presenza è segnalata per la prima volta nel 1668. Successivamente, nel 1708, l'area ad ovest “dell'Arzere della Pincara” (quest'ultimo coincidente con l'attuale sede stradale), di dimensioni ampie, era suddiviso in due proprietà: Gorgo Gozzi e Gorgo Ciuirian, dal nome dei rispettivi detentori. Il Catasto austriaco del 1842 segnala lo stagno di dimensioni minori rispetto all'attuale: di proprietà dell'Erario Civile, in seguito appartenuto alla famiglia Acerbi, era localizzato solo ad ovest della strada. Per chi arriva da Pincara il sito è annunciato da una siepe di robinie, abbastanza alta, che si interrompe proprio all'altezza del gorgo. Lo specchio d'acqua, di ridotta profondità e di remote origini alluvionali, è stato suddiviso dalla strada in due bacini dalla forma irregolare, immersi in una campagna ben coltivata che offre alla vista suggestivi paesaggi. Lungo i bordi il gorgo si articola in stretti fossati che si collegano alle linee di sgrondo dei campi. L'alimentazione dell'invaso e l'impedimento all'allagamento dei terreni prospicienti nel corso di abbondanti precipitazioni pluviali vengono assicurati da un fosso adduttore occluso, proveniente dal Collettore Padano. Dietro le Gorghe si trova una corte rurale che dalla strada si intravede appena; lo stradone d'accesso di quest'ultima corre tangente all'area umida, ed è segnato all'inizio da un pioppo e da un abete solitari. Il laghetto è caratterizzato da vegetazione tipicamente igrofila: lungo i bordi si trovano le classiche cannucce di palude (Phragmites australis) e le mazzasorde (Typha latifolia) e sopra la superficie dell'acqua moltissime ninfee. Presenti pure alcune specie floreali interessanti come il nannufero (Nuphar Iuteum), la salcerella (Lythrum salicaria), il giaggiolo (Iris pseudacorus) e il Giunco fiorito (Butomus umbellatus). L'area del boschetto ripariale a macchia è caratterizzata per la maggior parte da Salici bianchi (Salix alba) e Pioppi neri (Populus nigra). L'acqua particolarmente pulita e poco profonda e il fitto ed esteso canneto formano un habitat ideale per la sosta e la nidificazione di una numerosa fauna tipica delle zone umide, che va a costituire una suggestiva attrazione: è possibile ammirare nelle Gorghe un nutrito numero di specie ornitologiche, specialmente la gallinella d'acqua (Gallinula chloropus), che si muove indisturbata anche perché, evidentemente, si è abituata alla presenza dell'uomo. Nidificano qui pure la folaga (Fulica atra), il germano reale (Anas plathyrhynchos), l'usignolo di fiume (Cettia cetti) e parecchi altri passeriformi. Frequentano questi stagni anche molti aironi, tra cui la garzetta (Egretta garzetta), la nitticora (Nycticorax nycticorax), il tarabusino (Ixobrichus minutus) e il tarabuso (Botaurus stellaris). Il folto dei canneti costituisce la dimora preferita di quest'ultimo uccello, capace di mimetizzarsi con le canne, oltre che per il colore del suo piumaggio biondo scuro con striature, anche perché, in caso di pericolo, sa mettersi in verticale tra le canne col collo teso e il becco in su. Presenti anche alcune specie di anatidi, come la marzaiola (Anas querquedula) e vari limicoli come il cavaliere d'Italia (Himantopus himantopus) e il Piro piro culbianco (Tringa achropus). Fra gli anfibi presenti, da segnalare la raganella (Hyla intermedia), la Rana verde (Rana esculenta) e probabilmente la Rana agile (Rana dalmatina).

## Società

### Evoluzione demografica
Abitanti censiti

### Religione
La maggioranza della popolazione è di religione cristiana di rito cattolico; il comune appartiene alla diocesi di Adria-Rovigo.

## Cultura

### Eventi
- Sagra della Natività della B.V. Maria ( 8 settembre): un tempo fiera del legno e del bestiame con mostra-mercato di attrezzi agricoli, la sagra dura una decina di giorni e, accanto alle solenni funzioni religiose che culminano nella processione con la statua della Madonna l'8 settembre, propone manifestazioni e intrattenimenti di vario tipo (luna park, spettacoli musicali e teatrali, mostre culturali e dell'artigianato locale, sfilata di moda e tombola in piazza).
- Carnevale fiessese: organizzato per la prima volta nel 1949 e divenuto appuntamento annuale dal 1981, è festeggiato in due domeniche precedenti la Quaresima con una grande sfilata di carri allegorici, realizzati da gruppi di volontari locali sotto l'egida della Pro Loco. La manifestazione vanta rinomanza interregionale: Fiesso è infatti uno dei pochi rimasti a produrre carri allegorici, ospitati, con successo di pubblico e critica, in altre manifestazioni in provincia.
- Sagra della B.V. della Salute: celebrata da quattro secoli nella frazione di Capitello il 21 novembre per ringraziare la Madonna per la liberazione dalla peste del 1621.
- Cozzo delle uova: celebrato il giorno di Pasqua in piazza, è un vero e proprio duello a coppie dove vince chi, con l'uovo più resistente, riesce a rompere quello avversario prima nella parte superiore e poi nella parte inferiore. Di probabile origine pagana, questo gioco, di cui Fiesso è considerata la patria per antonomasia, ha un significato simbolico legato alla Risurrezione: dall'uovo rotto si sprigiona infatti metaforicamente una nuova vita.
- Mercatino dell'antiquariato e del collezionismo: istituito nel 1995, si è svolto per una decina d'anni ogni seconda domenica del mese presso la piazza del Municipio, richiamando vari appassionati anche dalle zone limitrofe.

## Geografia antropica
Le sue frazioni sono Capitello e Ospitaletto, le località più importanti Piacentina, Rezzo, S. Donato, Argine del Sabato.

## Economia

### Artigianato
Per quanto riguarda l'artigianato Fiesso è rinomata soprattutto per la produzione di merletti.

## Amministrazione
| Periodo | Periodo   | Primo cittadino             | Partito                       | Carica                     | Note |
| ------- | --------- | --------------------------- | ----------------------------- | -------------------------- | ---- |
| 1866    | 1875      | Giovanni Bononi             | Destra Storica, liberale      | Sindaco                    |      |
| 1875    | 1889      | Giovanni Battista Bononi    | Liberale                      | Sindaco                    |      |
| 1889    | 1889      | Lorenzo Bovi                | Liberale                      | Sindaco                    |      |
| 1889    | 1893      | Giovanni Battista Bononi    | Liberale                      | Sindaco                    |      |
| 1893    | 1900      | Luigi Tosetti               | Moderato                      | Sindaco                    |      |
| 1900    | 1901      | Eugenio Guidetti            |                               | Comm. pref.                |      |
| 1901    | 1903      | Giuseppe Gozzo              | Socialista                    | Sindaco                    |      |
| 1903    | 1907      | Arnaldo Banzi               | Socialista                    | Sindaco                    |      |
| 1907    | 1907      | Giulio Brunelli             | Socialista                    | Sindaco                    |      |
| 1907    | 1908      | Arnaldo Banzi               | Socialista                    | Sindaco                    |      |
| 1908    | 1909      | Tullio Bononi               | Socialista                    | Sindaco                    |      |
| 1909    | 1910      | Giulio Brunelli             | Socialista                    | Sindaco                    |      |
| 1910    | 1914      | Luigi Tosetti               | Moderato                      | Sindaco                    |      |
| 1914    | 1920      | Giulio Brunelli             | Socialista                    | Sindaco                    |      |
| 1920    | 1921      | Terenzio Scaranari          | Socialista                    | Sindaco                    |      |
| 1921    | 1922      | Giuseppe Colognesi          |                               | Comm. pref.                |      |
| 1922    | 1925      | Tullio Bononi               | Socialista                    | Sindaco                    |      |
| 1925    | 1927      | Gavino Naitana              |                               | Comm. pref.                |      |
| 1927    | 1927      | Adelchi Migliorini          |                               | Podestà                    |      |
| 1927    | 1928      | Ottorino Piccinato          |                               | Podestà                    |      |
| 1928    | 1928      | Giulio Rocchi               |                               | Comm. pref.                |      |
| 1928    | 1929      | Enrico Grimaldi             |                               | Comm. pref.                |      |
| 1929    | 1929      | Giuseppe Traniello Gradassi |                               | Comm. pref.                |      |
| 1929    | 1930      | Alcide Faccini              |                               | Comm. pref.                |      |
| 1930    | 1934      | Paolo Tosetti               |                               | Podestà                    |      |
| 1934    | 1937      | Carlo Vito Bezzi            |                               | Podestà                    |      |
| 1937    | 1937      | Giuseppe Traniello Gradassi |                               | Comm. pref.                |      |
| 1938    | 1944      | Walter Colognesi            |                               | Podestà                    |      |
| 1944    | 1944      | Giovanni Scaranari          | Podestà R.S.I.                | Sindaco                    |      |
| 1944    | 1944      | Cesare Antonio Zocca        | Podestà R.S.I.                | Sindaco                    |      |
| 1945    | 1945      | Ottorino Piccinato          |                               | Podestà R.S.I.             |      |
| 1945    | 1946      | Giuseppe Colognesi          |                               | Commissario costituzionale |      |
| 1946    | 1948      | Giovanni Battista Magrini   | Socialcomunista               | Sindaco                    |      |
| 1948    | 1948      | Terenzio Scaranari          | Socialcomunista               | Sindaco                    |      |
| 1948    | 1950      | Giovanni Battista Magrini   | Socialcomunista               | Sindaco                    |      |
| 1950    | 1952      | Giovanni Bombonati          | Socialcomunista               | Sindaco                    |      |
| 1952    | 1955      | Lorenzo Maniezzi            | Socialcomunista               | Sindaco                    |      |
| 1955    | 1955      | Comm. pref.                 |                               | Sindaco                    |      |
| 1955    | 1957      | Lorenzo Maniezzi            | Socialcomunista               | Sindaco                    |      |
| 1957    | 1960      | Giovanni Bombonati          | Socialcomunista               | Sindaco                    |      |
| 1960    | 1980      | Raul Bononi                 | Centrodestra                  | Sindaco                    |      |
| 1980    | 1995      | Giancarlo Chinaglia         | Socialcomunista               | Sindaco                    |      |
| 1995    | 1999      | Gian Paolo Negri            | Centro                        | Sindaco                    |      |
| 1999    | 2009      | Giulio Cesare Rossatti      | Centrosinistra                | Sindaco                    |      |
| 2009    | 2014      | Luigia Modonesi             | Centrosinistra                | Sindaco                    |      |
| 2014    | 2019      | Luigia Modonesi             | Lista civica Fiesso di tutti  | Sindaco                    |      |
| 2019    | 2021      | Sonia Bianchini             | Lista civica Fiesso di tutti  | Sindaco                    |      |
| 2021    | 2021      | Mauro Papa                  |                               | Commissario straordinario  |      |
| 2021    | in carica | Luigia Modonesi             | Lista civica Fiesso per tutti | Sindaco                    |      |